# Liste von Persönlichkeiten der Gemeinde Sonsbeck
Diese Liste von Persönlichkeiten der Gemeinde Sonsbeck umfasst die Bürgermeister, Ehrenbürger, Söhne und Töchter der Stadt sowie weitere Persönlichkeiten mit Bezug zur Stadt.

## Bürgermeister
- 1996–2014: Leo Giesbers[1]
- 2014–2023: Heiko Schmidt (CDU)[2][3]
- Juli – November 2023: Vakant
- seit 2023: Nadine Bogedain[4]

## In der Gemeinde Sonsbeck geborene Persönlichkeiten
- Johannes Heydekyn von Sonsbeck[5] (ca. 1450–1516), Augustiner-Chorherr und Chronist im Kloster Kirschgarten (Worms), Verfasser der Kirschgartener Chronik.[6]
- Christian Sgrothen (um 1525–1604), Hofkartograf des spanischen Königs
- Bernhard Roßhoff (1908–1986), Amts- und Gemeindedirektor in Sonsbeck, Mitglied des Landtages von Nordrhein-Westfalen
- Adolf Althoff (1913–1998), Dompteur und Zirkusdirektor
- Walter Eykmann (* 1937), Mitglied des Bayerischen Landtags
- Karl-Heinz Tekath (1955–2004), Historiker, Archivar, Vorkämpfer der deutsch-niederländischen Freundschaft
- Christoph Brüx (* 1965), Komponist, Musiker, Musikproduzent
- Suzie Kerstgens (* 1971), Popsängerin, Frontsängerin der Band Klee
- Giacomo Thüs (* 1987), deutscher E-Sportler
- Sabine Schmidt, (* 1968), Künstlerin
- Heinrich Heekeren (1931–2004). 8. Generalsuperior der Steyler Missionare von 1977 bis 1988
- Sebastian 23 (* 1979), deutscher Slampoet. Sebastian Rabsahl (bgl.) verbrachte seine Kindheit und Jugendzeit in Sonsbeck
- Paul Hahn (* 1949), ehem. Fußballprofi (B-Nationalspieler) bei FC Bayer Uerdingen und Chicago Sting

## Bekannte Einwohner und mit Sonsbeck verbundene Persönlichkeiten
- Jürgen Vogdt (1949–2023), Zeichner und Maler, lebte viele Jahre auf dem Pauhof in Sonsbeck-Labbeck[7][8]